# Subi Besar Timur
Subi Besar Timur is een bestuurslaag in het regentschap Natuna van de provincie Riau-archipel, Indonesië. Subi Besar Timur telt 249 inwoners (volkstelling 2010).